# Numidiërs

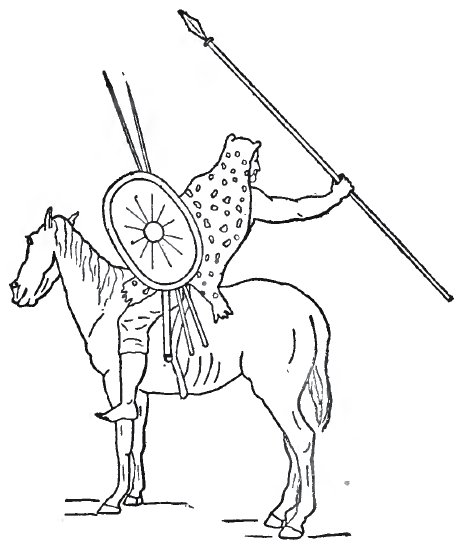
Numidische ruiter

Numidiërs (latijn: numidae, Oudgrieks: vομαδιoς , van Oudgrieks vομαδος, "nomaden") was het Grieks-Romeinse exoniem van de Berberstammen die het grondgebied van het  moderne Tunesië en Algerije bewoonden. Een andere (en oudere) naam was het endoniem Maxyes of Maxitani.
De Numidiërs waren oorspronkelijk een half-nomadisch volk. Ze migreerden vaak, maar gedurende bepaalde seizoenen van het jaar keerden ze terug naar hetzelfde kamp. De Numidiërs ontwikkelden zich al snel tot meer dan alleen veehouders en gingen zich meer bezighouden met stedelijke beroepen.
In het gebied dat hen toebehoorde stichtten de Feniciërs hun koloniën Utica, Hippo Acre, Hadrumet en Karthago.  
De Numidiërs waren een van de eerste Berberstammen die handel dreven met de Carthaagse kolonisten. Naarmate Carthago groeide, bloeide de relatie met de Numidiërs op. Het leger van Carthago gebruikte de Numidische cavalerie als huurlingen. Numidië leverde tijdens de Tweede Punische Oorlog een aantal van de cavaleristen van de beste kwaliteit. De Numidische cavalerie speelde een belangrijke rol in verschillende veldslagen, zowel in het begin ter ondersteuning van Hannibal als later in de oorlog, nadat ze trouw waren gezworen aan de Romeinse Republiek.  
Ten minste tot de 3e eeuw v.Chr. was er een verdeling van Numidiërs in de Massylii (oostelijke Numidiërs) en Masaesyli (westelijke Numidiërs). Met de hulp van de Romeinen verenigde de heerser van de Masaesyli, Massinissa, alle Numidiërs onder zijn heerschappij, waardoor een onafhankelijke staat werd gecreëerd.

## Koninkrijk Numidië
De Numidische cultuur bloeide tussen het einde van de Tweede Punische Oorlog en de Romeinse verovering, met Massinissa als de eerste koning van een verenigd Numidië (201 v. Chr.). Onder Masinissa's heerschappij begonnen de stammen actief te verstedelijken, en de nomaden begonnen zich te vestigen, soms met geweld. Sommige Numidiërs vestigden zich echter in de Romeinse provincie Africa, en in 46 v. Chr. werd het grondgebied van het Numidische koninkrijk ook onderdeel van Rome als de provincie Africa Nova.
Onofficieel werd de laatste echter nog steeds Numidië genoemd, zodat het woord Numidiërs begon te worden begrepen als haar inwoners, en niet alleen de etnische Numidiërs. Vanaf de tijd van het late Romeinse Rijk verving het ethnoniem "Numidiërs" geleidelijk de naam "Berbers" (van βάρβαρος, barbarus, "barbaar")

## Cultuur en maatschappij

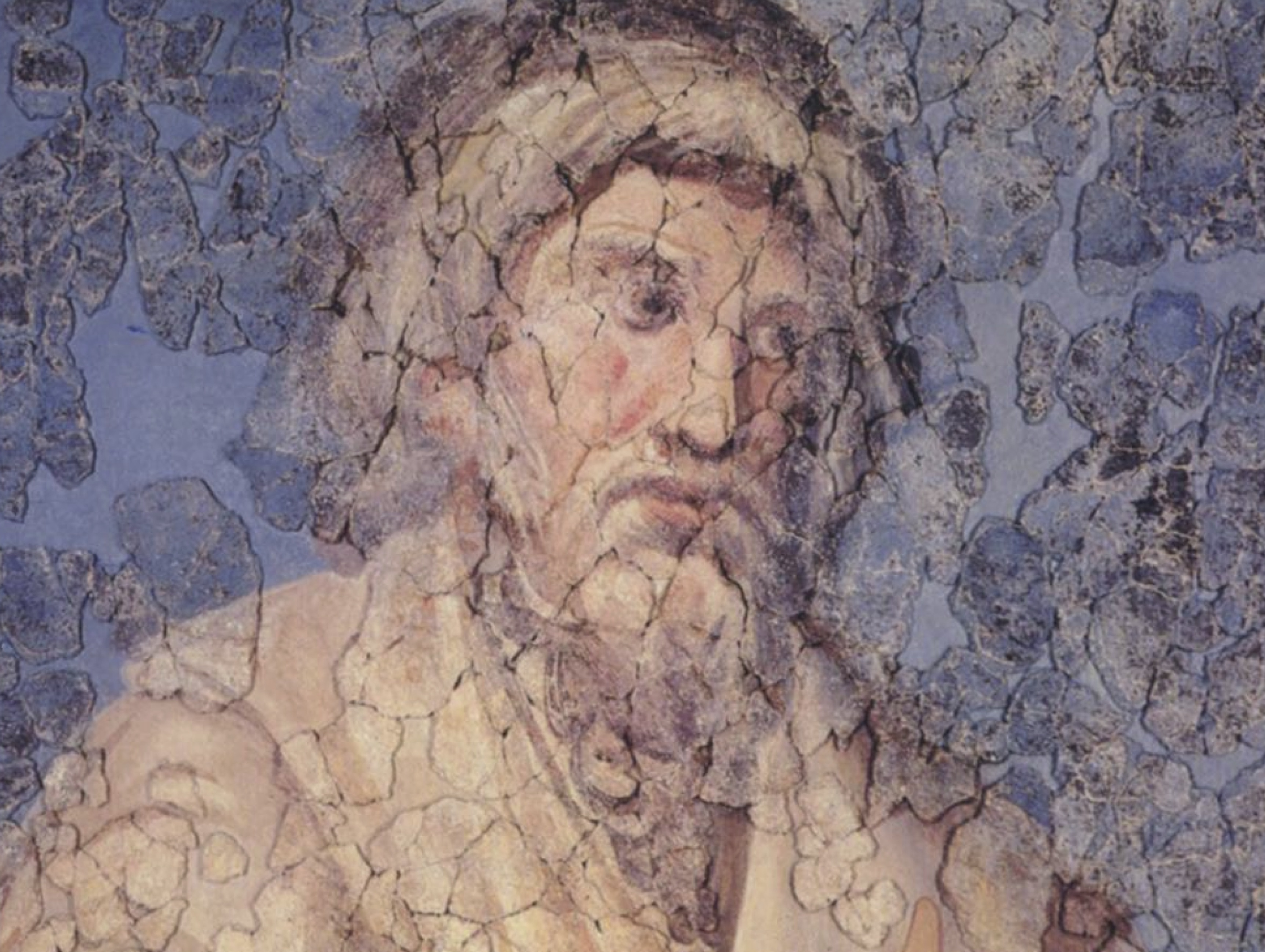
Afbeelding van de Numidische Latijnstalige prozaschrijver Apuleius, ca. 330 n.Chr

### Levensstijl
De Numidiërs waren niet strikt nomadisch, maar ook niet strikt sedentair. De Numidische gemeenschappen in de woestijn en in sommige droge berggebieden beoefenden vaker veeteelt, maar dreven ook handel met hun sedentaire broeders en zelfs met andere samenlevingen. Nomadische samenlevingen zijn vaak afhankelijk van de goederen die door gevestigde samenlevingen worden geproduceerd, met name de goederen die als luxegoederen worden beschouwd. De Numidische gemeenschappen die sedentair waren, leefden langs de kust of dichter bij Carthago. Er zijn bewijzen voor de aanwezigheid van oliepersen in de Numidische hoofdstad Cirta, evenals voor Punische architectuur. 

### Economie
De migrerende Numidische gemeenschappen hadden vanwege hun zeer mobiele levensstijl waarschijnlijk te maken met beperkingen op het gebied van voedselproductie. Hun economische activiteiten werden daarom gedomineerd door het verwerven van voedsel, hoewel de elites van deze gemeenschappen luxe artikelen konden verwerven. 
Gevestigde gemeenschappen waren meer afhankelijk van landbouw. Ze verbouwden granen zoals tarwe en gerst, en peulvruchten zoals bonen, erwten en linzen. Ook de veehouderij speelde een belangrijke rol, vooral van runderen en varkens. Hun landbouwsysteem was geavanceerd en leek op dat in andere delen van het Middellandse Zeegebied. Plinius merkte op dat de stad Tacape (het huidige Gabès) een zeer vruchtbare oase had en dat het land rond de stad relatief duur was. Naarmate de handel zich ontwikkelde, kwamen er steeds meer ambachtslieden in de stedelijke centra van Numidië. Banasa was bijvoorbeeld een belangrijk centrum voor de Numidische aardewerkindustrie, terwijl het grote graf van Medracen en de tempel van Simithu ook Numidische architectuur buiten de Punische sfeer laten zien. Desondanks bleef graan de belangrijkste handelsbron, en de regio stond bekend om zijn graanproductie. 
Ondanks hun betrokkenheid bij het handelsnetwerk in het Middellandse Zeegebied, beschikten de Numidiërs niet over een gestandaardiseerd muntstelsel. Op Numidische vindplaatsen zijn munten gevonden die de regering van koningen en de plaatselijke fauna, zoals olifanten, uitbeelden, maar het lijkt erop dat het gebruik van munten vrij beperkt was en dat ze bijna uitsluitend gebruikt kunnen zijn om het aanzien en de macht van bepaalde koningen uit te beelden.

## Schrift
De Numidiërs gebruikten een eigen schrift, Libisch schrift of Libyco-Berberschrift genoemd,

## Oorlogvoering
De Numidiërs beoefenden een zeer mobiele vorm van oorlogsvoering, waarbij ze vooral bekend stonden om hun snelle cavalerie en hit-and-run-tactieken. Onder Romeinse voogdij leerden ze zich te vormen en te marcheren als infanterie, en ook forten te bouwen, hoewel ze nooit hun nadruk op aanvallen op afstand en terugtrekkingen lieten varen. Ze maakten ook gebruik van krijgsolifanten, zoals die van Carthago. 
Zowel de infanterie als de cavalerie waren licht bewapend en hun uitrusting was vaak afhankelijk van het economische niveau van de gebruiker. Ze gaven de voorkeur aan de speer als wapen voor gevechten op afstand, terwijl ze voor gevechten op korte afstand zwaarden en dolken gebruikten, die vaak door de Romeinen werden geleverd of van hen werden overgenomen. Ze droegen geen pantser, maar beschermden zichzelf alleen met schilden, zoals ovale schilden van leer. Althans sinds de tijd van de Numantijnse Oorlog hadden de Numidiërs ook boogschutters en slingeraars, die vooral werden ingezet ter ondersteuning van hun olifanten. 
Caesar beschreef een geveinsde terugtrekkingstactiek die de Numidiërs tegen hem gebruikten, waarbij lichte infanterie en cavalerie werden gecombineerd. Ze vielen gemengd aan, maar de cavalerie trok zich terug en liet schijnbaar hun kameraden in de steek. Wanneer de vijand hen achtervolgde, kwam de cavalerie terug en verraste de achtervolgers. 